# Magareći trn
Magareći trn (bijeli kravačac, bijela sikavica, obični kravačac; lat. Onopordum acanthium) dvogodišnji je grm iz porodice glavočika. Neki od narodnih naziva ove biljke jesu bodljača, čakalj, repuh, trnovka, sjekavac.

## Opis
Biljka može narasti do 2 metra visine, s dlakavim listovima proviđenim trnjem. Korijen je dug i vretenast. Cvjetna je podnica izbušena i u svakom se udubljenju nalazi cvijet. Cvate u srpnju i kolovozu.

## Rasprostranjenost
Biljka je raširena po gotovo čitavoj Europi i zapadnoj Aziji.

## Ljekoviti dio biljke
U rano proljeće kopa se korijen biljke i suši. Biljka se sabire u cvatu u početku cvatnje.

## Ljekovito djelovanje
U pučkoj se medicini primijenjuje svježi sok istiješnjen iz svježe biljke za kožne karcinome. Stajanjem vrlo brzo gubi ljekovito djelovanje.
Od sušenih biljnih dijelova može se pripremiti čaj kao oparak, a korijen i mladi izdanci se mogu jesti u proljeće kao mlado povrće.

## Podvrste
Tri su priznate podvrste:
- Onopordum acanthium subsp. acanthium. Većina raspona vrste
- Onopordum acanthium subsp. gautieri (Rouy) Franco. Francuska, Španjolska
- Onopordum acanthium subsp. parnassicum (Boiss. & Heldr.) Nyman. Grčka